# Чемпионат мира по футболу 2002 (отборочный турнир, УЕФА, группа 3)
Группа 3 отборочного турнира зоны УЕФА к чемпионату мира 2002 года состояла из шести команд: Болгарии, Дании, Исландии, Мальты, Северной Ирландии и Чехии. Матчи в группе проходили со 2 сентября 2000 года по 6 октября 2001 года.
Сборная Дании выиграла группу, не потерпев ни одного поражения. Сборная Чехии заняла 2-е место и прошла в стыковые матчи. Сборная Болгарии, участвовавшая в прошлом чемпионате мира, проиграла в последнем туре путёвку в стыковые матчи в личной встрече Чехии и пропустила чемпионат мира. Мальта впервые с 1994 года набрала очки, сыграв вничью дома с Чехией.

## Результаты
| Итоговое положение | Итоговое положение | Итоговое положение | Итоговое положение | Итоговое положение | Итоговое положение | Итоговое положение | Итоговое положение | Итоговое положение | Итоговое положение |  |            |            |               |               |                        |             |  | Дома | Дома | Дома | Дома | Дома | Дома | Дома | В гостях | В гостях | В гостях | В гостях | В гостях | В гостях | В гостях |
| Место              | Команда            | И                  | В                  | Н                  | П                  | ГЗ                 | ГП                 | ГР                 | О                  |  | Флаг Дании | Флаг Чехии | Флаг Болгарии | Флаг Исландии | Флаг Северной Ирландии | Флаг Мальты |  | И    | В    | Н    | П    | ГЗ   | ГП   | О    | И        | В        | Н        | П        | ГЗ       | ГП       | О        |
| 1.                 | Дания              | 10                 | 6                  | 4                  | 0                  | 22                 | 6                  | +16                | 22                 |  | -          | 2:1        | 1:1           | 6:0           | 1:1                    | 2:1         |  | 5    | 3    | 2    | 0    | 12   | 4    | 11   | 5        | 3        | 2        | 0        | 10       | 2        | 11       |
| 2.                 | Чехия              | 10                 | 6                  | 2                  | 2                  | 20                 | 8                  | +12                | 20                 |  | 0:0        | -          | 6:0           | 4:0           | 3:1                    | 3:2         |  | 5    | 4    | 1    | 0    | 16   | 3    | 13   | 5        | 2        | 1        | 2        | 4        | 5        | 7        |
| 3.                 | Болгария           | 10                 | 5                  | 2                  | 3                  | 14                 | 15                 | -1                 | 17                 |  | 0:2        | 0:1        | -             | 2:1           | 4:3                    | 3:0         |  | 5    | 3    | 0    | 2    | 9    | 7    | 9    | 5        | 2        | 2        | 1        | 5        | 8        | 8        |
| 4.                 | Исландия           | 10                 | 4                  | 1                  | 5                  | 14                 | 20                 | -6                 | 13                 |  | 1:2        | 3:1        | 1:1           | -             | 1:0                    | 3:0         |  | 5    | 3    | 1    | 1    | 9    | 4    | 10   | 5        | 1        | 0        | 4        | 5        | 16       | 3        |
| 5.                 | Северная Ирландия  | 10                 | 3                  | 2                  | 5                  | 11                 | 12                 | -1                 | 11                 |  | 1:1        | 0:1        | 0:1           | 3:0           | -                      | 1:0         |  | 5    | 2    | 1    | 2    | 5    | 3    | 7    | 5        | 1        | 1        | 3        | 6        | 9        | 4        |
| 6.                 | Мальта             | 10                 | 0                  | 1                  | 9                  | 4                  | 24                 | -20                | 1                  |  | 0:5        | 0:0        | 0:2           | 1:4           | 0:1                    | -           |  | 5    | 0    | 1    | 4    | 1    | 12   | 1    | 5        | 0        | 0        | 5        | 3        | 12       | 0        |

## Матчи
| Исландия               | 1:2   | Дания                                     |
| ---------------------- | ----- | ----------------------------------------- |
| Эйолфур Сверриссон 12′ | Отчёт | Йон-Даль Томассон 26′ · Мортен Бисгар 48′ |

| Болгария | 0:1   | Чехия                      |
| -------- | ----- | -------------------------- |
|          | Отчёт | Карел Поборский 73′ (пен.) |

| Северная Ирландия | 1:0   | Мальта |
| ----------------- | ----- | ------ |
| Фил Грей 70′      | Отчёт |        |

| Северная Ирландия | 1:1   | Дания                |
| ----------------- | ----- | -------------------- |
| Дэвид Хили 38′    | Отчёт | Деннис Роммедаль 59′ |

| Чехия                                      | 4:0   | Исландия |
| ------------------------------------------ | ----- | -------- |
| Ян Коллер 17′, 40′ · Павел Недвед 44′, 90′ | Отчёт |          |

| Болгария                                        | 3:0   | Мальта |
| ----------------------------------------------- | ----- | ------ |
| Георгий Иванов 40′, 65′ · Светослав Тодоров 90′ | Отчёт |        |

| Дания         | 1:1   | Болгария            |
| ------------- | ----- | ------------------- |
| Эббе Санд 72′ | Отчёт | Димитр Бербатов 83′ |

| Мальта | 0:0   | Чехия |
| ------ | ----- | ----- |
|        | Отчёт |       |

| Исландия              | 1:0   | Северная Ирландия |
| --------------------- | ----- | ----------------- |
| Тордур Гудьонссон 89′ | Отчёт |                   |

| Мальта | 0:5   | Дания                                                     |
| ------ | ----- | --------------------------------------------------------- |
|        | Отчёт | Эббе Санд 8′, 63′, 79′ · Ян Хайнце 51′ · Клаус Йенсен 76′ |

| Северная Ирландия | 0:1   | Чехия            |
| ----------------- | ----- | ---------------- |
|                   | Отчёт | Павел Недвед 12′ |

| Болгария                                   | 2:1   | Исландия                |
| ------------------------------------------ | ----- | ----------------------- |
| Красимир Чомаков 36′ · Димитр Бербатов 79′ | Отчёт | Херманн Хрейдарссон 25′ |

| Чехия | 0:0   | Дания |
| ----- | ----- | ----- |
|       | Отчёт |       |

| Болгария                                                                   | 4:3   | Северная Ирландия                                             |
| -------------------------------------------------------------------------- | ----- | ------------------------------------------------------------- |
| Красимир Балаков 7′ (пен.) · Мартин Петров 17′, 78′ · Красимир Чомаков 72′ | Отчёт | Марк Уильямс 15′ · Стюарт Эллиотт 84′ · Дэвид Хили 90′ (пен.) |

| Мальта           | 1:4   | Исландия                                                                                      |
| ---------------- | ----- | --------------------------------------------------------------------------------------------- |
| Майкл Мифсуд 14′ | Отчёт | Триггви Гюдмюндссон 42′ · Хельги Сигурдссон 44′ · Эйдур Гудьонсен 81′ · Тордур Гудьонссон 90′ |

| Дания                                | 2:1   | Чехия          |
| ------------------------------------ | ----- | -------------- |
| Эббе Санд 6′ · Йон-Даль Томассон 82′ | Отчёт | Роман Тыце 40′ |

| Северная Ирландия | 0:1   | Болгария           |
| ----------------- | ----- | ------------------ |
|                   | Отчёт | Георгий Иванов 52′ |

| Исландия                                                            | 3:0   | Мальта |
| ------------------------------------------------------------------- | ----- | ------ |
| Триггви Гюдмюндссон 7′ · Рикардур Дадасон 38′ · Эйдур Гудьонсен 68′ | Отчёт |        |

| Дания              | 2:1   | Мальта           |
| ------------------ | ----- | ---------------- |
| Эббе Санд 43′, 83′ | Отчёт | Джордж Маллиа 8′ |

| Чехия                                 | 3:1   | Северная Ирландия |
| ------------------------------------- | ----- | ----------------- |
| Павел Кука 40′, 88′ · Милан Барош 90′ | Отчёт | Филип Малрин 45′  |

| Исландия             | 1:1   | Болгария            |
| -------------------- | ----- | ------------------- |
| Рикардур Дадасон 43′ | Отчёт | Димитр Бербатов 81′ |

| Дания               | 1:1   | Северная Ирландия |
| ------------------- | ----- | ----------------- |
| Деннис Роммедаль 3′ | Отчёт | Филип Малрин 73′  |

| Исландия                                           | 3:1   | Чехия                 |
| -------------------------------------------------- | ----- | --------------------- |
| Эйолфур Сверриссон 45′, 77′ · Андри Сигторссон 66′ | Отчёт | Марек Янкуловский 88′ |

| Мальта | 0:2   | Болгария                 |
| ------ | ----- | ------------------------ |
|        | Отчёт | Димитр Бербатов 74′, 80′ |

| Болгария | 0:2   | Дания                        |
| -------- | ----- | ---------------------------- |
|          | Отчёт | Йон-Даль Томассон 47′, 90+1′ |

| Чехия                                                           | 3:2   | Мальта                                        |
| --------------------------------------------------------------- | ----- | --------------------------------------------- |
| Марек Янкуловский 20′ · Вратислав Локвенц 37′ · Милан Барош 68′ | Отчёт | Дэвид Каработт 22′ (пен.) · Джордж Маллиа 55′ |

| Северная Ирландия                                      | 3:0   | Исландия |
| ------------------------------------------------------ | ----- | -------- |
| Дэвид Хили 48′ · Майкл Хьюз 58′ · Джордж Маккартни 61′ | Отчёт |          |

| Дания                                                                                   | 6:0   | Исландия |
| --------------------------------------------------------------------------------------- | ----- | -------- |
| Деннис Роммедаль 12′ · Эббе Санд 14′, 66′ · Томас Гравесен 31′, 35′ · Ян Микаэльсен 90′ | Отчёт |          |

| Чехия                                                                                    | 6:0   | Болгария |
| ---------------------------------------------------------------------------------------- | ----- | -------- |
| Томаш Росицкий 5′, 69′ · Павел Недвед 16′, 76′ · Милан Барош 27′ · Вратислав Локвенц 66′ | Отчёт |          |

| Мальта | 0–1   | Северная Ирландия     |
| ------ | ----- | --------------------- |
|        | Отчёт | Дэвид Хили 57′ (пен.) |

## Бомбардиры
9 голов
| - Эббе Санд |

5 голов
| - Димитр Бербатов | - Павел Недвед |

4 гола
| - Йон-Даль Томассон | - Дэвид Хили |

3 гола
| - Георгий Иванов - Милан Барош | - Деннис Роммедаль | - Эйолфур Сверриссон |

2 гола
| - Красимир Чомаков - Мартин Петров - Ян Коллер - Павел Кука - Марек Янкуловский | - Вратислав Локвенц - Томаш Росицкий - Томас Гравесен - Рикардур Дадасон - Тордур Гудьонссон | - Эйдур Гудьонсен - Триггви Гюдмюндссон - Филип Малрин |

1 гол
| - Красимир Балаков - Светослав Тодоров - Карел Поборский - Роман Тыце - Мортен Бисгар - Ян Хайнце - Клаус Йенсен | - Ян Микаэльсен - Херманн Хрейдарссон - Хельги Сигурдссон - Андри Сигторссон - Гилберт Аджиус - Дэвид Каработт - Джордж Маллиа | - Майкл Мифсуд - Стюарт Эллиотт - Фил Грей - Майкл Хьюз - Джордж Маккартни - Марк Уильямс |

## Рекорды и дисциплинарные нарушения
- Датчанин Эббе Санд с 9 мячами стал лучшим бомбардиром группы и занял 2-е место в рейтинге бомбардиров зоны УЕФА (с учётом голов, забитых участниками стыковых матчей).
- Сборная Исландии за весь турнир заработала сразу две прямые красные карточки: в домашней игре с Данией (1:2)[1] и в гостевой игре с Болгарией (1:2)[2].
- Сборная Чехии также заработала две красные карточки, но только одна из них была прямой. Первую красную карточку после второй жёлтой получил Томаш Ржепка в гостевом матче с Мальтой (0:0)[3], а вторую, прямую — Ян Коллер в гостевом матче с Исландией (1:3) за то, что плюнул в лицо Арнару Видарссону[4][5][6], а до этого он ещё толкнул локтем Херманна Хрейдарссона[7] (по другой версии, Коллер плюнул в лицо именно Хрейдарссону)[8].
- Сборная Мальты забила два гола в гостевом матче против Чехии (2:3) — это персональное достижение Мальты в отборочных циклах чемпионата мира по голам за матч держалось на протяжении 20 лет, пока Мальта не сыграла 27 марта 2021 года вничью со Словакией 2:2 (причём тоже в гостях)[9].